# Liolaemus crandalli
Liolaemus crandalli — вид ігуаноподібних ящірок родини Liolaemidae. Ендемік Аргентини.

## Поширення і екологія
Liolaemus crandalli мешкають у вулканічних горах Аука-Мавіда, на території депаратаментів Аньєло і Певенчес в провінції Неукен. Вони живуть в степах Патагонії. Зустрічаються на висоті від 1300 до 2100 м над рівнем моря.